# Velká synagoga (Brno)
Velká synagoga v Brně se nacházela ve čtvrti Trnitá, na nároží ulic Spálené a Přízovy. Dokončena byla v roce 1855, zbořena byla roku 1939.

## Historie

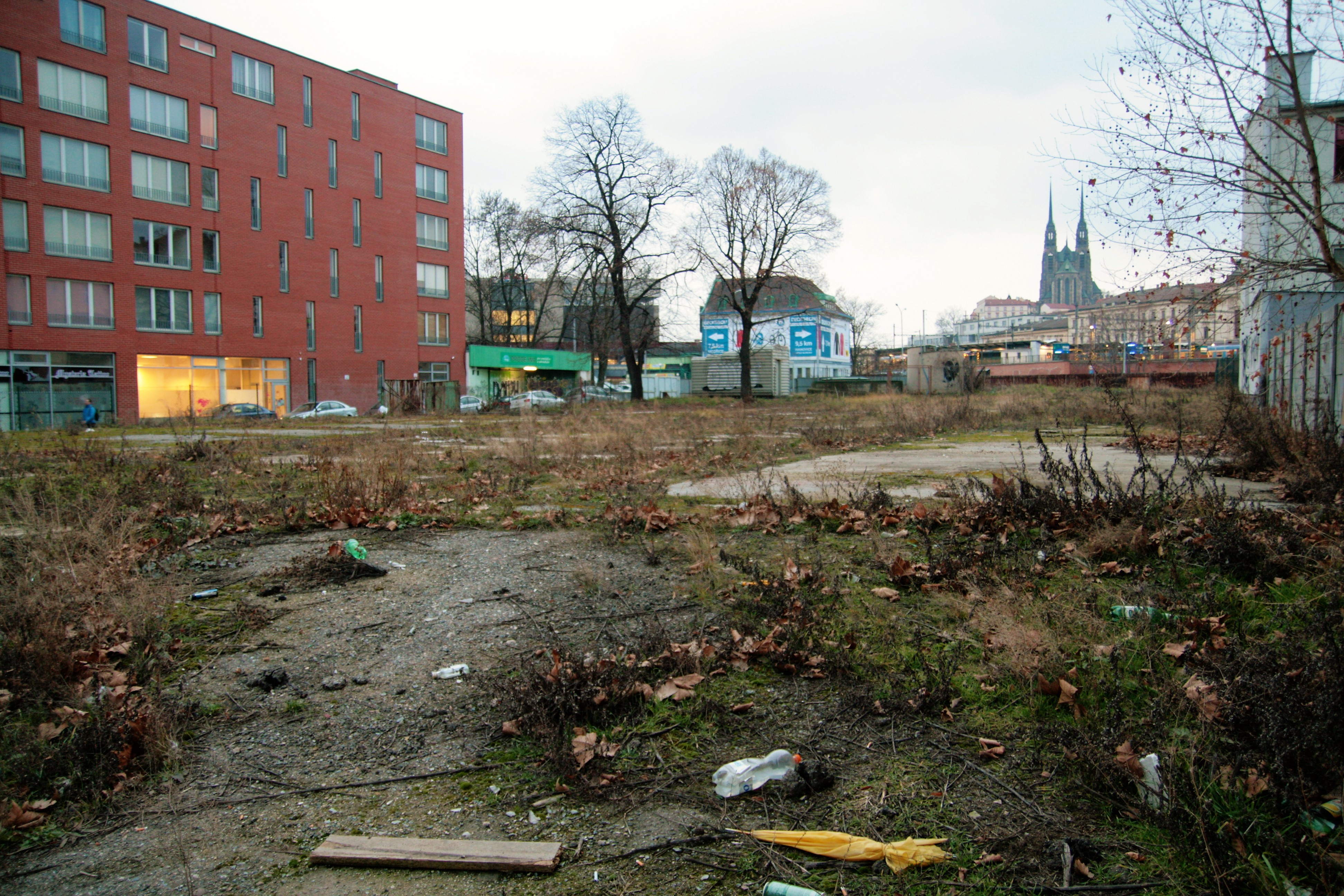
Nezastavěné místo po Velké synagoze

První novodobá brněnská synagoga byla postavena v novorománském stylu mezi lety 1853 a 1855. Jejími autory byli rakouští architekti Johann Romano a August Schwendenwein, vybudoval ji brněnský stavitel Anton Onderka. Náklady na stavbu dosáhly výše 100 tisíc zlatých. Jednalo se o volně stojící třípodlažní stavbu o půdorysných rozměrech 27×22 m s vchodem na západní straně. Vysvěcena byla 17. září 1855. V roce 1886 byla synagoga rozšířena na východní straně, kde navázala na uliční čáru Přízovy ulice. Tato přístavba, realizovaná ve stejném slohu jako zbytek chrámu, byla dílem rakouského architekta Ludwiga Tischlera. Měla rozměr 7×33 m a na šířku tak přesáhla dvěma krátkými křídly rozměr původní stavby. Velká synagoga byla 16. března 1939 vypálena nacisty a krátce poté byla zbořena. Pozemek, kde stála, nebyl od té doby zastavěn.